# Bandjo
Bandjo var et dansk band, der bestod af guitaristerne Helge Engelbrecht, Peter Stub og Anders Tind, keyboardspilleren Brian Thomsen og trommeslageren Carsten Kolster. Sammen med sangerinden Anne Herdorf repræsenterede de Danmark ved Eurovision Song Contest 1987, med sangen "En lille melodi" der endte på en sjetteplads.

## Medlemmer
- Peter Stub
- Helge Engelbrecht
- Carsten Kolster
- Anders Tind
- Brian Thomsen